# Monroe (Carolina del Nord)
Monroe è una città degli Stati Uniti d'America, situata nella Contea di Union nello Stato della Carolina del Nord.